# 1152
Cette page concerne l'année 1152  du calendrier julien.
L'année 1152 est une année bissextile qui commence un mardi.

## Événements
- 9 janvier : mort de Thibaut IV de Blois. Sa principauté est divisée entre ses fils. Henri le Libéral  devient comte de Champagne, Thibaut V comte de Blois, Étienne comte de Sancerre[1].

- 15 février : l’empereur du Saint-Empire romain germanique Conrad III meurt à Bamberg, sans avoir pu être couronné en Italie, ni laisser le royaume d’Allemagne à son fils[2].

- 5 mars : élection de Frédéric Ier, empereur romain germanique, couronné à Aix-la-Chapelle le 9 mars (fin de règne en 1190)[2].
  - Frédéric Ier Barberousse organise L’État sur la base des relations féodo-vassaliques. Les couches dominantes de la société sont soumises au système hiérarchique du bouclier chevaleresque dominé par un groupe puissant de princes d’Empire faisant écran entre le souverain et ses sujets. Il reprend en main le clergé, en contrôlant les élections épiscopales et abbatiales et en faisant des évêques et des abbés des « fonctionnaires » au service de l’Empire.
- 21 mars : annulation du mariage d’Aliénor d’Aquitaine et du roi de France Louis VII par le synode de Beaugency[3].
  - Aliénor, poussée par son oncle le comte Raimond d’Antioche (1148) s’est séparée de Louis VII pour inceste, malgré l’opposition de Suger. Elle rentre à Poitiers. À Blois, elle doit s’enfuir avant que le comte Thibaut ne parvienne à en faire de force sa femme[4].
- Mars : le synode de Kells-Mellifont réorganise l’Église d’Irlande, qui est divisée en quatre archevêchés[5].

- 7 mai : Abd al-Mumin attaque par surprise le royaume de Bougie[6]. Le dernier Hammadide Yahya ibn Abd al-Aziz est détrôné par les Almohades.

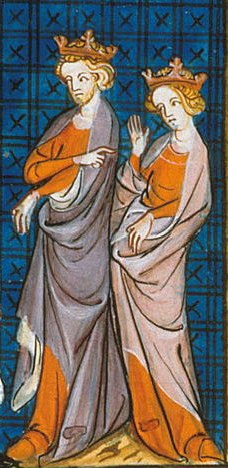
18 mai : Aliénor d’Aquitaine épouse Henri Plantagenêt.

- 18 mai : Aliénor d’Aquitaine épouse Henri Plantagenêt[7], duc de Normandie et comte d’Anjou, qui deviendra roi d’Angleterre. Elle apporte, en dot, la province de Guyenne, actuelle Aquitaine, accroissant considérablement les provinces de l’empire Plantagenêt. Les vues de la monarchie française sur cette province, et le refus du roi d’Angleterre de considérer le roi de France comme son suzerain seront, entre autres, à l’origine de la première Guerre de Cent Ans (1154-1258/1259).
- 22 juin : arrivée en Norvège du premier légat romain, Nicolas Breakspear, cardinal d’Albano, futur pape Adrien IV[8]. Il convoque un concile à Nidaros qui impose la discipline du clergé occidental, et crée l’archevêché de Nidarós (Trondheim), métropole pour la Norvège[9]. Les évêchés islandais y sont rattachés. Il appuie le candidat au trône de  Inge, le seul enfant légitime parmi les candidats alors en lice. Inge est tué en luttant contre les habitants de la région de Trondheim (4 février 1161), qui soutiennent un prétendant qui sera assassiné lui-même un an plus tard. Cinq rois de Norvège périssent assassinés de 1155 à 1163.
  - Rome fait préciser à l’intention des pays du Nord que « seul l’évêque aurait le droit de désigner le prêtre chargé d’administrer l’église et ses biens » et que « quiconque ferait bâtir une église n’aurait plus le droit de regard sur celle-ci après sa construction, ainsi que ses héritiers ». Il est spécifié que les clercs n’auraient plus le droit de porter des armes.

- 16 août : une bulle du pape Eugène III confirme le transfert de l’évêché d’Aleth à Saint-Malo[10].
- 29 septembre : Raimon de Montredon, archevêque d’Arles organise la translation des reliques de saint Trophime, des Alyscamps à la basilique Saint-Étienne (appelée de nos jours Saint-Trophime)[11].

- Mariage de Robert Ier de Dreux avec Agnès de Baudement[12].
- Constitution du Conseil de ville et des capitouls (consuls) à Toulouse[13].
- L’archevêque de Lund, Eskil, se rend en France où il rencontre Bernard de Clairvaux[14].